# Fusakichi Omori
Fusakichi Omori, 大森房吉 (Fukui, 30 ottobre 1868 – Tokyo, 8 novembre 1923), è stato un geofisico e sismologo giapponese.

## Biografia
Omori studiò fisica all'Università Imperiale di Tokyo. Venne iniziato alla sismologia sotto l'egida di John Milne e Seikei Sekiya. Viaggiò in Europa e diventò al ritorno professore di sismologia nel 1896. Ricercatore molto eclettico, s'interessò a diversi aspetti della sismologia e studiò numerosi terremoti, in Giappone come all'estero. Queste osservazioni sul terremoto di Nobi del 1891 gli permisero di formulare la legge che porta il suo nome. Stava viaggiando in Australia al momento del terremoto di Kantō del 1923. Rientrò in Giappone, ma la sua salute si deteriorò. Morì l'8 novembre, due mesi solamente dopo il sisma.